# 9951 Тиранозавр
9951 Тиранозавр (1990 VK5; лат. 9951 Tyrannosaurus) — астероїд головного поясу астероїдів, відкритий 15 листопада 1990 року. Обертається навколо сонця за 3,78 роки.
Цей астероїд 21 листопада 2002 року отримав назву Тиранозавр і номер 9951 на честь тиранозаврів — роду вимерлих великих м'ясоїдних динозаврів кінця крейдяного періоду .